# Baptisten in Singapur
Die Anfänge der Baptisten in Singapur gehen auf den Beginn des 20. Jahrhunderts zurück. Die meisten Singapurer Baptisten sind über die Singapore Baptist Convention (SBC) verbunden, einem Zusammenschluss von gegenwärtig 39 Mitglieds- und zwei Gastgemeinden. Zum freikirchlichen Gemeindebund gehört auch eine Theologische Ausbildungsstätte.

## Geschichte
Um 1905 siedelten sich baptistische Einwanderer aus Swatow (China) in Singapur an und versuchten für eine Gemeindeaufbauarbeit einen Geistlichen zu gewinnen. Ihre Bemühungen waren vergeblich. Man behalf sich über Jahrzehnte mit Gottesdienstfeiern auf ökumenischer Basis, ohne dass es dabei zu einer Gemeindegründung im eigentlichen Sinne gekommen wäre. Um die Mitte der 1930er Jahre besuchte der Chinese Lim Kian Tong, ein baptistischer Erzieher, die britische Kronkolonie. Er ermutigte die Singapurer Baptisten, mit dem Aufbau einer eigenständigen Gemeinde zu beginnen. Am 5. Dezember 1937 konstituierte sich daraufhin die Overseas-Chinese (Swatow) Baptist Church (heute: Thomson Road Baptist Church). Eine weitere Gemeinde, die Cantonese Chinese Baptist Church (heute: Kay Poh Road Baptist Church) entstand 1949. Sie arbeitete – wie ihr Name schon sagt – vor allem unter kantonesischsprachigen Chinesen.
Anfang der 1950er Jahre erlebte die die baptistische Aufbauarbeit einen starken Aufschwung. China hatte sich der christlichen Missionsarbeit verschlossen und die anwesenden Missionare außer Landes verwiesen. Das Missionskomitee der Southern Baptist Convention schickte ihre Missionare daraufhin unter anderem nach Malaysia und Singapur. Unter ihnen waren Lora Clement (1889–1991) und Dorcas Lau. Clement hatte vorher unter Chinesen in San Francisco, China und Macau gearbeitet, Lau war als Missionar in China und Hongkong tätig gewesen. Bereits ein Jahr nach ihrer Ankunft gründeten sie mit malaysischen und den beiden Singapurer Baptistengemeinden die Malaysia Baptist Convention. Ende 1974, also neun Jahre nach der politischen Unabhängigkeit Singapurs, verließen die inzwischen auf elf Gemeinden angewachsenen Baptisten des Stadtstaates den malaysischen Gemeindebund und konstituierten sich als Singapore Baptist Convention.
Nicht zur Convention gehören eine Reihe unabhängiger Baptistengemeinden, die auf eine von der Baptist Bible Fellowship International finanzierten Missionsarbeit des Ehepaares Bob und Beva Gladden zurückgehen. Sie begannen 1968 mit Gottesdiensten und bereits zwei Jahre später gründeten sie die Singapore Bible Baptist Church mit 34 gläubig getauften Mitgliedern. Auch weitere independente baptistische Missionsgesellschaften, darunter die Conservative Baptist Foreign Mission Society (ab 1983) und die Association of Baptists for World Evagelism (ab 1992) versuchten in Singapur Gemeinden zu gründen. Genaue Zahlen, was Gemeinden und Mitglieder angeht, sind jedoch nicht bekannt.

## Organisation

Logo der Singapore Baptist Convention

Zur Singapur Baptist Convention gehörten zum Zeitpunkt ihrer Gründung 29, 1995 30 und 2019 39 Gemeinden. Hinzu kommen noch zwei affiliierte Gemeinden, die Jesus’ Disciples Baptist Community Church und die Matheteuo Christian Church.
Vertreter der Convention-Gemeinden treffen sich in der Regel vierteljährlich. Während drei dieser Synoden eher der Information und dem Austausch dienen, geht es beim jährlichen Annual General Meeting hauptsächlich um Beschlussfassungen, Entscheidungen über Haushaltsfragen sowie um die Wahl des Leitungsgremiums. Letzteres besteht aus neun Mitgliedern und wird vom Executive Director und seinem Stellvertreter geleitet.
Die Singapur Baptist Convention gehört zum Weltbund der Baptisten und innerhalb des Weltbundes zur Asiatisch-Pazifischen baptistischen Föderation (APBF).